# Italia Shooters
Italia Shooters is een Canadese voetbalclub uit Maple in Ontario.

## Geschiedenis
De club werd opgericht als Glen Shields in 1998 en veranderde het volgende seizoen de naam in Glen Shields Sun Devils. In 2002 werd de naam veranderd in Vaughan Sun Devils en na een fusie met York Region Shooters in 2003 werd het Vaughan Shooters. In 2006 werd de naam Italia Shooters aangenomen om de Italiaanse roots van de club te benadrukken.
Van 1998 tot 2004 speelde de club in Thornhill, daarna verhuisde de club naar Maple.

## Seizoensoverzicht
| Jaar | Clubnaam                | Divisie       | League | Seizoen            | Playoffs            |
| ---- | ----------------------- | ------------- | ------ | ------------------ | ------------------- |
| 1998 | Glen Shields            | "1"           | CPSL   | 3e                 | Halve finale        |
| 1999 | Glen Shields Sun Devils | "1"           | CPSL   | 3e                 | Halve finale        |
| 2000 | Glen Shields Sun Devils | "1"           | CPSL   | 4e                 | Halve finale        |
| 2001 | Glen Shields Sun Devils | "1"           | CPSL   | 7e                 | Niet gekwalificeerd |
| 2002 | Glen Shields Sun Devils | "1"           | CPSL   | 6e, Oost           | Niet gekwalificeerd |
| 2003 | Vaughan Sun Devils      | "1"           | CPSL   | 3e, Oost           | Finale              |
| 2004 | Vaughan Shooters        | "1"           | CPSL   | 3e, Oost           | Finale              |
| 2005 | Vaughan Shooters        | "1"           | CPSL   | 1ste, Oost         | Finale              |
| 2006 | Italia Shooters         | International | CSL    | 3de, International | Kampioen            |
| 2007 | Italia Shooters         | International | CSL    | 2e, International  | Kwartfinale         |
| 2008 | Italia Shooters         | International | CSL    | 1e, International  | Halve finale        |